# Ricardo Andorinho
Ricardo José da Costa Andorinho (Évora, 14 de novembro de 1976) é um antigo jogador internacional português de andebol.

## Biografia
Considerado como um dos melhores jogadores portugueses da sua geração, Ricardo Andorinho nasceu em Évora jogando toda a formaçao na equipa do Evora Andebol Clube (EAC) Infantis a Juniores, antes de ingressar no Sporting aos 17 anos . Foi nos Leões onde jogou grande parte da sua carreira profissional, tendo estado entre 1994 e 2004 ao serviço da equipa sénior e tendo vencido um campeonato nacional de andebol (2001), quatro taças de Portugal de andebol (1998, 2001, 2003 e 2004) e duas Supertaças (1998 e 2002).
Em 2004 o andebol leonino sofreu uma restruturação orçamental o que o levou a  mudar-se para San Antonio de Espanha onde jogou até 2008. Devido a uma grave lesão aos 31 anos abandonou a carreira.
Em 2025 cria a Academia de Andebol Ricardo Andorinho, para ajudar a formar jovens Atletas entre os 6 e os 14 anos de idade, dedicando-se a projectos de igualdade de género e inclusão social. Utiliza o Andebol como ferramenta de saúde desportiva, onde ensina valores humanos e sociais, cada vez mais difíceis de identificar fora das actividades desportivas que a sua carreira possibilitou. Introduzir jovens à modalidade e ver as evoluções de Atletas jovens é quase melhor do que praticar Andebol ao mais alto nível.

### Competições Europeias
Liga dos Campeões:
Portland San António

 
2004/05 Oitavos-de-Final   8 jogos - 32 golos

2005/06 Finalista vencido  6 Jogos - 20 Golos

2006/07 Oitavos-de-Final   9 Jogos - 28 Golos

### Selecção Nacional
Participou nos Campeonatos do Mundo de Andebol em 1997, 2001 e 2003.